# 5761 Andreivanov
5761 Andreivanov è un asteroide della fascia principale. Scoperto nel 1981, presenta un'orbita caratterizzata da un semiasse maggiore pari a 2,7407811 UA e da un'eccentricità di 0,3525767, inclinata di 9,24092° rispetto all'eclittica.